# Шавириха
Шавириха — река на полуострове Камчатка в России. Протекает по территории Усть-Камчатского района. Длина реки — 24 км.
Начинается на юго-восточном склоне Ключевской Сопки, вблизи кратера Удачина. Течёт в восточном направлении, в низовьях — через берёзово-ольховый лес. Является непостоянным водотоком. Впадает в реку Большая Хапица слева на расстоянии 59 км от её устья.
По данным государственного водного реестра России относится к Анадыро-Колымскому бассейновому округу.
- Код водного объекта — 19070000112120000017763[3].